# 가노야 체육 대학 축구부
가노야 체육 대학 축구부(일본어: かのやたいいくだいがく たいいくかいサッカーぶ)는 일본의 가고시마현 가노야시에 위치한 가노야 체육 대학의 축구부이다.

## 역사
가노야 체육 대학이 창립한지 3년 후인 1984년에 해당 축구부가 창단하여 1987년부터 규슈대학 축구리그에 참여했다. 이후 여러 일본 대학 축구리그에서 좋은 성적을 거두었고, 2009년에는 천황배 전일본 선수권대회 에서 프로팀인 도쿠시마 보르티스를 2차전에 상대로 승리를 거두기도 하였다.